# Mrisi
Mrisi is een bestuurslaag in het regentschap Grobogan van de provincie Midden-Java, Indonesië. Mrisi telt 4368 inwoners (volkstelling 2010).